# Communauté de communes du Pays de Fillière
Die Communauté de communes du Pays de Fillière ist ein ehemaliger französischer Gemeindeverband mit der Rechtsform einer Communauté de communes im Département Haute-Savoie, dessen Verwaltungssitz sich in dem Ort Thorens-Glières befand. Seine Mitgliedsgemeinden lagen zwischen der Präfektur Annecy und dem Städtchen La Roche-sur-Foron am Nordwestfuß der Bornes-Alpen, einem der Kalkmassive der Savoyer Voralpen. Der Name bezog sich auf das Flüsschen Fillière, das beginnend vom Plateau des Glières das Gebiet des Gemeindeverbandes zum Fier hin entwässert. Der 1993 gegründete Gemeindeverband bestand aus fünf Gemeinden.

## Aufgaben
Zu den vorgeschriebenen Kompetenzen gehörten die Entwicklung und Förderung wirtschaftlicher Aktivitäten und des Tourismus sowie die Raumplanung auf Basis eines Schéma de Cohérence Territoriale. Der Gemeindeverband bestimmte die Wohnungsbaupolitik. Er betrieb die Abwasserentsorgung, die Müllabfuhr und den Schulbusverkehr. Zusätzlich förderte der Verband Kultur- und Sportveranstaltungen.

## Historische Entwicklung
Durch die Bildung der Commune nouvelle Fillière wurde die Anzahl der Mitgliedsgemeinden von neun auf fünf verringert.
Der Gemeindeverband fusionierte mit Wirkung vom 1. Januar 2017 mit
- Communauté d’agglomération d’Annecy,
- Communauté de communes du Pays d’Alby,
- Communauté de communes de la Rive Gauche du Lac d’Annecy und
- Communauté de communes de la Tournette

und bildete so die Nachfolgeorganisation Communauté d’agglomération du Grand Annecy.

## Ehemalige Mitgliedsgemeinden
Folgende Gemeinden gehörten der Communauté de communes du Pays de Fillière an:
| Gemeinde       | Einwohner 1. Januar 2022 | Fläche km² | Dichte Einw./km² | Code INSEE | Postleitzahl |
| -------------- | ------------------------ | ---------- | ---------------- | ---------- | ------------ |
| Charvonnex     | 1.545                    | 4,71       | 328              | 74062      | 74370        |
| Fillière       | 9.812                    | 119,4      | 82               | 74282      | 74570        |
| Groisy         | 4.044                    | 21,44      | 189              | 74137      | 74570        |
| Nâves-Parmelan | 1.001                    | 5,39       | 186              | 74198      | 74370        |
| Villaz         | 3.473                    | 15,27      | 227              | 74303      | 74370        |